# Zuhak, Bamijan
Mesto Zuhak ali Šahr-e Zuhak (darijsko شهر ضحاک), znano tudi kot Rdeče mesto, so ruševine zgodovinskega mesta v Bamijanu v Afganistanu, kjer je nekoč živelo 3000 ljudi. Trdnjavo naj bi med letoma 500-600 našega štetja ustanovili Heftaliti, približno v istem času, ko so bili ustvarjeni Bude iz Bamijana. Mesto leži na skrajni vzhodni točki Bamijanske doline nad sotočjem rek Kunduz in Kalu Ganga. Dolina je bila včasih del poti, ki je povezovala Evropo z Indijo in Kitajsko.
Zuhak je bil utrjen v islamskem obdobju (10. - 13. stoletje), pod vladavino dinastij Gaznavidov in Goridov. Trdnjavo je kasneje oropal Džingiskan in njegova vojska med mongolskim obleganjem Bamijana, kot del večje invazije na Horezmsko cesarstvo.
Trdnjava je bila zaščitena z obzidjem, zgrajenim vzdolž strmih pečin, ki omejujejo mesto, in je bilo opremljeno z več stražnimi stolpi, od katerih nekateri stojijo še danes. Citadela je bila zaščitena s še tremi vrstami zidov in je bila na najvišjem delu hriba. Zaradi dolgotrajne izpostavljenosti in pomanjkanja ohranjanja, ki sta ga poslabšala nedavna vojna obdobja, so se številne strukture na mestu zrušile ali so nagnjene k propadu.
Je del Unescove dediščine pod naslovom Kulturna krajina in arheološki ostanki Bamijanske doline.